# Volta Limburg Classic 2019
De 46e editie van de Nederlandse wielerwedstrijd Volta Limburg Classic werd gehouden op 6 april 2019. De start en finish vonden plaats in Eijsden. Bij de mannen won Patrick Müller, bij de vrouwen Demi Vollering.

## Mannen

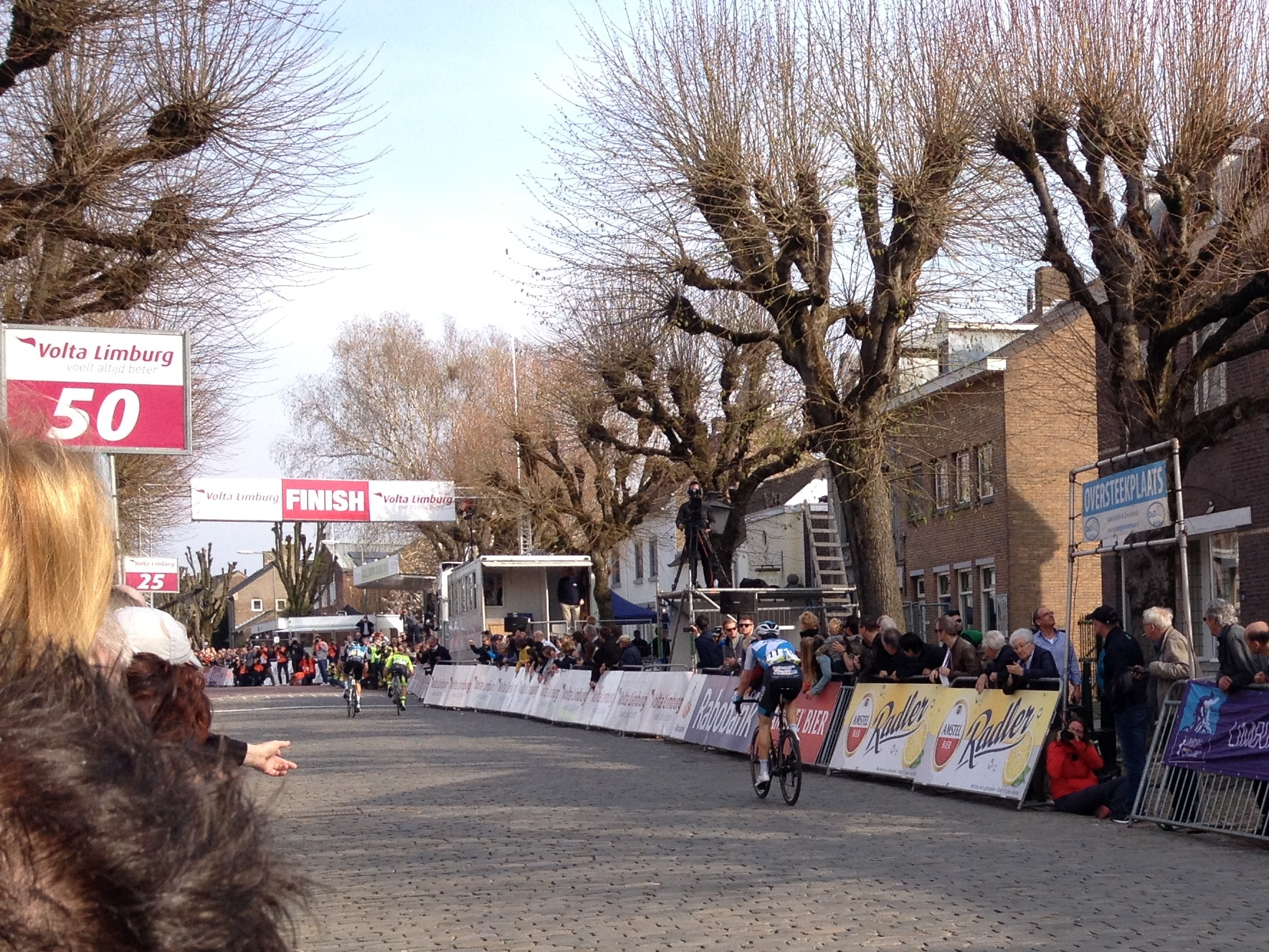
Müller won de sprint op de kasseien in de Diepstraat met een miniem verschil.

Bij de mannen was de wedstrijd onderdeel van de UCI Europe Tour 2019, in de categorie 1.1. Het vernieuwde parcours omvatte nu 43 beklimmingen, de laatste klim in Moerslag lag nog steeds op veertien kilometer van de finish op de kasseien in de Diepstraat. De editie van 2018 werd gewonnen door de Sloveen Jan Tratnik. Hij werd opgevolgd door de Zwitser Patrick Müller.

### Deelnemende ploegen
| Pro Continentaal            | Continentaal                                 | Continentaal               |
| --------------------------- | -------------------------------------------- | -------------------------- |
| Roompot-Charles             | Alecto Cycling Team                          | BEAT Cycling Club          |
| Israel Cycling Academy      | Metec-TKH Continental Cyclingteam p/b Mantel | Monkey Town-à Bloc         |
| Riwal-Readynez Cycling Team | Vlasman Cycling Team                         | Canyon dhb p/b Bloor Homes |
| Sport Vlaanderen-Baloise    | Development Team Sunweb                      | Leopard Pro Cycling        |
| Vital Concept-B&B Hotels    | Madison-Genesis                              | Tarteletto-Isorex          |
| Wanty-Gobert                | Cibel                                        | Team Differdange           |
| Wallonie Bruxelles          | Team Lotto-Kern Haus                         | Team Waoo                  |
|                             | CCC Development Team                         | Joker Fuel of Norway       |
|                             | Bike Aid                                     |                            |

### Uitslag
| Volta Limburg Classic 2019 |                    |                          |          |
| Plaats                     | Naam               | Ploeg                    | Tijd     |
| Winnaar                    | Patrick Müller     | Vital Concept-B&B Hotels | 4u53'11" |
| 2                          | Justin Jules       | Wallonie Bruxelles       | z.t.     |
| 3                          | Ben Hermans        | Israel Cycling Academy   | + 04"    |
| 4                          | Quentin Pacher     | Vital Concept-B&B Hotels | + 25"    |
| 5                          | Rasmus Guldhammer  | Team Waoo                | + 29"    |
| 6                          | Ole Forfang        | Joker Fuel of Norway     | + 50"    |
| 7                          | Lennert Teugels    | Cibel                    | + 52"    |
| 8                          | Kevin Deltombe     | Sport Vlaanderen-Baloise | z.t.     |
| 9                          | Mathijs Paasschens | Wallonie Bruxelles       | z.t.     |
| 10                         | Piotr Havik        | BEAT Cycling Club        | z.t.     |

## Vrouwen

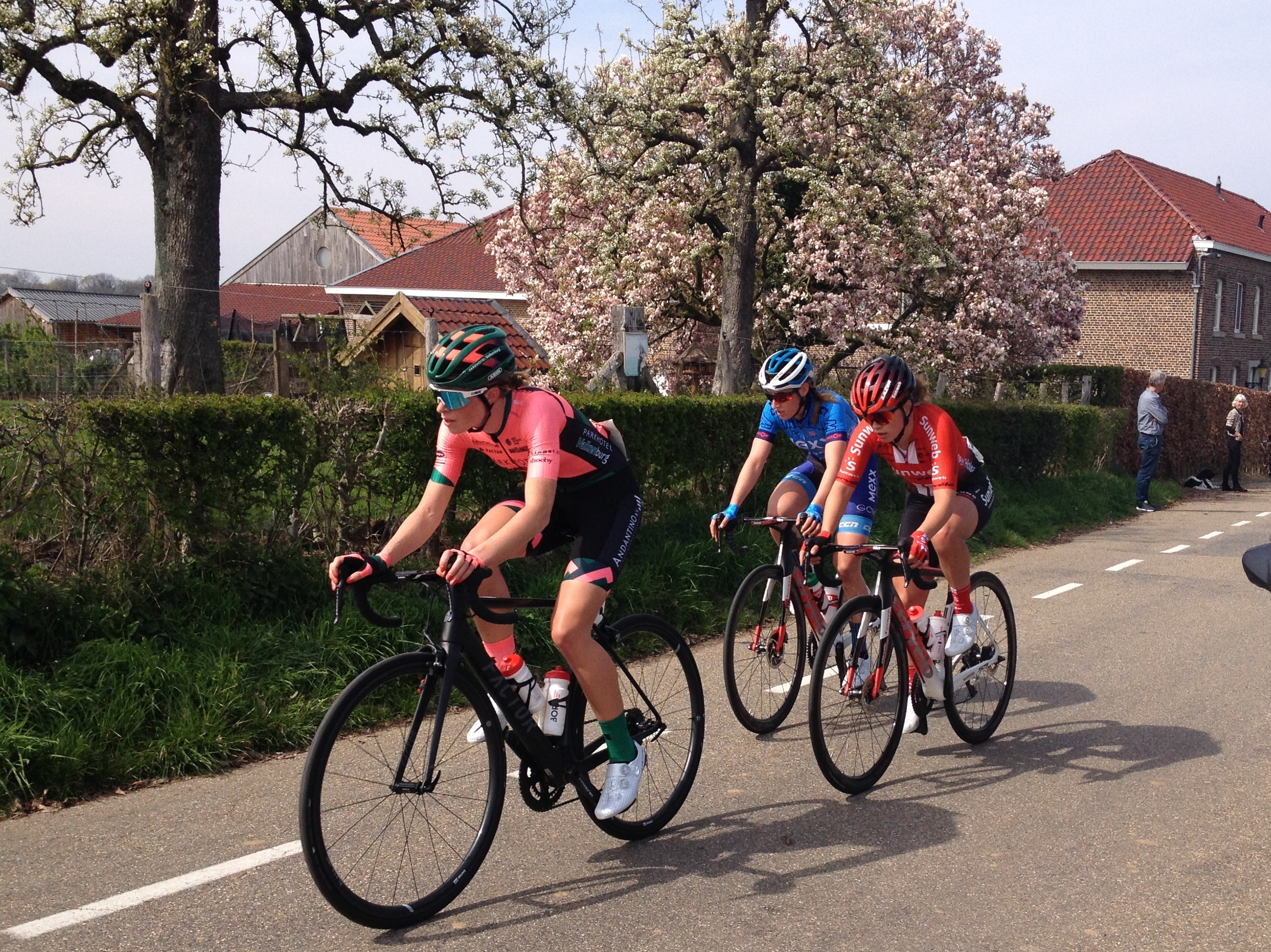
Winnende kopgroep in Moerslag.

Net als in 2018 werd er wederom een editie voor vrouwen georganiseerd, de derde keer sinds de wedstrijd Volta Limburg Classic heet. Het was een nationale wedstrijd. Het parcours bij de vrouwen bestond uit een grote lus met o.a. de Bemelerberg, vervolgens vier rondes met het Savelsbos en Moerslag en ten slotte de lokale ronde in Eijsden. De startlijst bestond voornamelijk uit clubteams, aangevuld met drie UCI-teams (Parkhotel Valkenburg, Health Mate-Cyclelive en Biehler Pro Cycling) en individuele rensters van o.a. Boels Dolmans, Team Sunweb, Lotto Soudal Ladies en CCC-Liv. De Nederlandse Belle de Gast was titelverdedigster. Deze editie werd gewonnen door haar ploeggenote Demi Vollering.

### Uitslag
| Volta Limburg Classic 2019 |                    |                        |          |
| Plaats                     | Naam               | Ploeg                  | Tijd     |
| Winnaar                    | Demi Vollering     | Parkhotel Valkenburg   | 2u57'12" |
| 2                          | Franziska Koch     | Mexx-Watersley         | + 5"     |
| 3                          | Susanne Andersen   | Team Sunweb            | + 2'48"  |
| 4                          | Lorena Wiebes      | Parkhotel Valkenburg   | + 3'12"  |
| 5                          | Kaat Hannes        | Jos Feron Ladies Force | + 3'14"  |
| 6                          | Eva Buurman        | Boels Dolmans          | z.t.     |
| 7                          | Juliette Labous    | Team Sunweb            | + 3'18"  |
| 8                          | Janneke Ensing     | Team Sunweb            | + 3'34"  |
| 9                          | Pernille Mathiesen | Team Sunweb            | + 4'01"  |
| 10                         | Belle de Gast      | Parkhotel Valkenburg   | + 4'45"  |

1973 · 1974 · 1975 · 1976 · 1977 · 1978 · 1979 · 1980 · 1981 · 1982 · 1983 · 1984 · 1985 · 1986 · 1987 · 1988 · 1989 · 1990 · 1991 · 1992 · 1993 · 1994 · 1995 · 1996 · 1997 · 1998 · 1999 · 2000 · 2001 · 2002 · 2003 · 2004 · 2005 · 2006 · 2007 · 2008 · 2009 · 2010 · 2011 · 2012 · 2013 · 2014 · 2015 · 2016 · 2017 · 2018 · 2019 · 2020 · 2021 · 2022 · 2023 · 2024